# Haute-Isle
Haute-Isle ist eine französische Gemeinde mit 291 Einwohnern (Stand 1. Januar 2022) im Département Val-d’Oise in der Region Île-de-France. Die Bewohner nennen sich Hautillois bzw. Hautilloises.

## Geografie
Die Gemeinde Haute-Isle befindet sich 65 Kilometer westlich von Paris, im Tal der Seine und auf der Ebene über der Seine.
Nachbargemeinden von Haute-Isle sind Chérence im Norden, Villers-en-Arthies im Osten, Vétheuil im Südosten, Moisson im Süden und La Roche-Guyon im Westen und Südwesten.
Das Gemeindegebiet gehört zum Regionalen Naturpark Vexin français.

## Geschichte
Bis im 19. Jahrhundert lebten die Bewohner des Ortes nahezu vollständig in den Behausungen, die sich in den Kalkhängen der Seine befanden. Die Höhlenkirche ist heute noch ein Überrest dieser Zeit.

## Sehenswürdigkeiten
- Höhlenkirche Mariä Verkündigung, erbaut 1670 (Monument historique)

## Bevölkerungsentwicklung
| Jahr      | 1962 | 1968 | 1975 | 1982 | 1990 | 1999 | 2007 |
| --------- | ---- | ---- | ---- | ---- | ---- | ---- | ---- |
| Einwohner | 99   | 99   | 148  | 233  | 245  | 296  | 339  |